# آل سكران (ولد ربيع)

تعديل مصدري - تعديل

آل سكران هي إحدى قرى عزلة قيفه ال مهدي بمديرية ولد ربيع التابعة لمحافظة البيضاء، بلغ تعداد سكانها 1088 نسمة حسب تعداد اليمن لعام 2004.